# Montludó
El Montludó es una montaña de los Pirineos de 2518 metros, situada en la comarca del Valle de Arán en la provincia de Lérida (España).

## Descripción
El Montludó está situado entre los valles de San Juan de Torán y el valle de Varradòs, en el límite de los municipios de Lés y Vilamós.
En sus proximidades nacen diversos afluentes que desembocan en el río Garona, como el barranco de Margalida, el río de Pèirabon o Burdius que se une al río Torán y el barranco de Guarbes que se une al río Varradòs.